# Shorea trapezifolia
Shorea trapezifolia là một loài thực vật thuộc họ Dipterocarpaceae. Đây là loài đặc hữu của Sri Lanka.